# 에슈쉬르알제트주

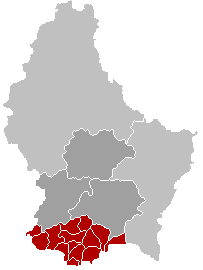
에슈쉬르알제트 주의 위치

에슈쉬르알제트주(룩셈부르크어: Kanton Esch-Uelzecht, 독일어: Kanton Esch an der Alzette, 프랑스어: Canton d'Esch-sur-Alzette)는 룩셈부르크를 구성하는 12개 주 가운데 하나로, 행정 구역상으로는 룩셈부르크 구에 속한다. 주도는 에슈쉬르알제트이며 면적은 242.77km2, 인구는 140,061명(2005년 기준), 인구 밀도는 580명/km2, 높이는 224~435m이다. 14개 지방 자치체(Bettembourg, Differdange(디페르당주), Dudelange(뒤들랑주), Esch-sur-Alzette(에슈쉬르알제트), Frisange, Kayl, Leudelange, Mondercange, Pétange(페탕주), Reckange-sur-Mess, Roeser, Rumelange(뤼멜랑주), Sanem, Schifflange)를 관할한다.